# Port lotniczy Sibiti
Port lotniczy Sibiti – port lotniczy położony w Sibiti, w Republice Konga.